# Nordpagai
Nordpagai (indonesisch Pagai Utara) ist Teil der Mentawai-Inseln, eine zu Indonesien gehörige Inselgruppe südwestlich von Sumatra. 

## Geographie
Die Insel liegt 134,7 km vor Sumatra, im Süden befindet sich, durch die schmale Straße von Sikakap getrennt, Südpagai, im Norden Sipora. Für die beiden Pagai-Inseln wird manchmal auch der Name Pageh verwendet. Nordpagai ist weitgehend flach, die höchste Erhebung misst 336 m über dem Meer. Die Insel ist rund 40 km lang und bis zu 27 km breit; die Fläche von 622,3 km² ist zum Teil von tropischen Regenwäldern bedeckt.

## Verwaltung
Nordpagai bildet (mit Südpagai) den Distrikt (Kecamatan) Pagai Utara Selatan, der zum 1999 gebildeten Regierungsbezirk (Kabupaten) Mentawai-Inseln mit der Hauptstadt Tua Pejat (auf Sipora) gehört, der seinerseits Teil der Provinz Sumatra Barat (Westsumatra) ist.

## Bevölkerung
Nach der letzten Eiszeit wurde die Insel durch den steigenden Meeresspiegel von Sumatra getrennt. Vor 1000 v. Chr. wurde Nordpagai über die nördliche Nachbarinsel Sipora besiedelt. Die Bewohner unterscheiden sich durch Sprache und Brauchtum von den Bewohnern Sumatras. Auf Nord- und Südpagai lebten im Jahr 2000 zusammen 20.974 Einwohner. Einige Siedlungen auf Nordpagai sind Pasapuat im Norden, Sikakap im Südosten und Betumonga im Südwesten.

## Geschichte

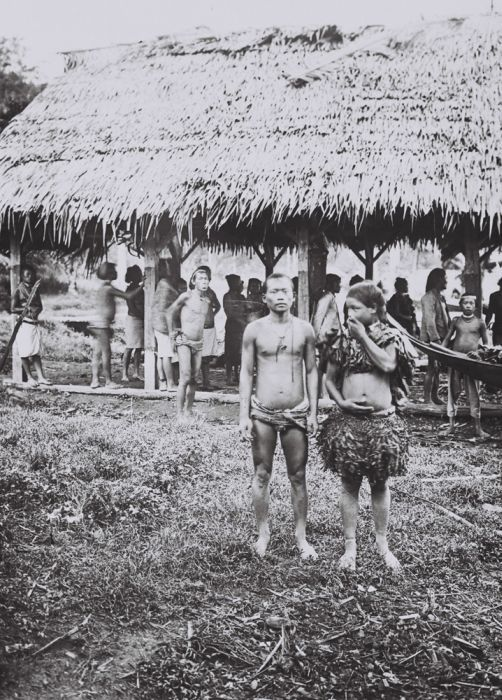
Menawai-Paar in Sawang Tungku (1922)

1792 erreichte ein Schiff der Britischen Ostindien-Kompanie die Pagai-Inseln. Erst im Juli 1864 wurde Nordpagai Teil von Niederländisch-Ostindien. 1901 richteten deutsche Missionare an der Südküste eine Station ein. Der erste Missionar wurde umgebracht, und erst 1915 konvertierte der erste Ureinwohner. Ab Mitte der 1990er-Jahre entdeckten australische Surfer mit den anderen Inseln auch Nordpagai für das Surfen. Der Fremdenverkehr hat einen bescheidenen, aber wachsenden Umfang.
Nach dem Seebeben vor Sumatra im Jahr 2004 hat die seismische Aktivität unter der Insel stark zugenommen. Der Tsunami infolge des Seebebens vom 25. Oktober 2010 traf die Insel und richtete viel Schaden an – das Dorf Muntei Baru beispielsweise wurde zu 80 % zerstört.

## Fauna
Auf der Insel leben einige endemische Tierarten, darunter der Pagai-Makak, dessen Bestand inzwischen gefährdet ist.